# Кильдин
Кильдин (рос. Кильдин, Північносаамська: Gieldasuolu) — острів у Баренцовому морі, за 1,5 км від Мурманського берега Кольського півострова. Від материка відокремлено Кильдинською протокою. З 1957 до 1995 року слугував базою для протикорабельного берегового ракетного комплексу Об'єкт-101 Північного флоту.

## Опис
Довжина острова 17,6 км, ширина до 7 км. Поверхня — горбисте плато, заввишки до 281 м, складене пісковиками і сланцями, круто уривається на півночі і заході й широкими терасами спускається на південь і схід. Тундрова рослинність.
На острові два населених пункти — Східний Кильдин та Західний Кильдин.
На острові є унікальне озеро Могильне, в якому одночасно живуть і морські, і прісноводні організми. В озері живе озерна форма тріски (Gadus morhua kildinensis), що проникла в це озеро в той час, коли воно ще було пов'язане з морем.
Кильдинська протока, яка відокремлює острів від материка, глибоковода, тому швартування можливе лише біля берега. Єдина безпечна стоянка в Монастирській бухті, на південно-східному кінці острова. Свою назву затока дістала від укріпленого монастиря, який стояв там, але британці зруйнували в 1809 році.
За даними Норвезької організації охорони навколишнього середовища, на острові є сховище відпрацьованих реакторів з радянських атомних підводних човнів.